# Franco Tognini
Gaudenzio Franco Tognini (* 26. Oktober 1907 in Monza; † 23. Juli 1980 ebenda) war ein italienischer Kunstturner.

## Karriere
Tognini begann 1920 mit dem Turnsport – sein erster internationaler Auftritt ereignete sich im Jahr 1923. 1932 nahm er erstmals an Olympischen Spielen teil. In Los Angeles wurde er im Mannschaftsmehrkampf Olympiasieger. Im Einzelmehrkampf erreichte er den zwölften Rang. Sein bestes Ergebnis in einer Einzeldisziplin erzielte er an den Ringen mit Platz 6. Im Jahr 1934 nahm er mit der italienischen Mannschaft an den Turn-Weltmeisterschaften in Budapest teil und erreichte im Teamwettbewerb den vierten Rang. 1936 folgte seine zweite Olympiateilnahme – bei den Spielen in Berlin wurde er im Mannschaftsmehrkampf Fünfter, den Wettbewerb im Einzelmehrkampf beendete er auf Rang 39. Seine beste Einzeldisziplin war das Bodenturnen mit Platz 23 als finales Ergebnis.
1939 beendete er seine aktive Karriere. Zwischen 1945 und 1948 sowie 1952 und 1955 trainierte er die italienische Nationalmannschaft. Er war außerdem Mitglied des technischen Komitees der Fédération Internationale de Gymnastique und fungierte bis 1972 als Kampfrichter.